# Sparami (Baby K)
Sparami è un singolo della rapper italiana Baby K, pubblicato il 3 dicembre 2012 come primo estratto dal primo album in studio Una seria.

## Tracce
1. Sparami – 3:25 (testo: Claudia Nahum – musica: Michele Canova, Raffaele Buono, Stefano Breda)